# Симфония № 27 (Мясковский)
Симфония № 27 до минор, ор. 85 — последнее сочинение Николая Мясковского, завершённое в 1949 году и написанное для большого оркестра тройного состава (три трубы, контрафагот). Первое исполнение состоялось через несколько месяцев после смерти композитора — 9 декабря 1950 года в Колонном зале Дома Союзов под управлением Александра Гаука. В 1951 году за 27-ю симфонию Н. Я. Мясковскому была посмертно присуждена Сталинская премия (пятая). Партитура была впервые опубликована издательством «Музгиз» в 1951 году и повторно там же в 1954 году.

## Структура
Симфония состоит из трёх частей общей длительностью около 35 минут:
- I. Adagio. Allegro molto agitato
- II. Adagio
- III. Presto ma non troppo

## Рецепция
А. А. Иконников приводил следующие слова Д. Б. Кабалевского о последнем сочинении Н. Я. Мясковского: «Важнейшая черта 27-й симфонии — её оптимистичность, непрерывно возрастающая от первой части к заключительным аккордам финала. Вся она словно устремлена вперед, в светлое будущее». По мнению Иконникова, данное сочинение своими наиболее отличительными особенностями — распевностью, подчинением естественных внутренних контрастов главной идее и законченностью формы — родственна лучшим образцам отечественного симфонизма как Чайковского, Танеева и Рахманинова, так и Бородина, Римского-Корсакова и Глазунова.

## Записи
- 1951 — Симфонический оркестр Всесоюзного радио под управлением Александра Гаука, 019483-92 (5 пластинок); повторный выпуск записи фирмой «Международная книга» Д-0496, 1952
- 1980 — ГАСО СССР под управлением Е. Ф. Светланова, фирма «Мелодия» C10-14677-78[3]. Эта запись была выпущена в 2014 году в комплекте «Николай Мясковский. Избранные симфонии» из трёх компакт-дисков — «Мелодия», MEL CD 10 02268 (3 CD)[4]
- 1991—1993 —  Государственный академический симфонический оркестр России под управлением Е. Ф. Светланова, выпуски: «Русский диск» RDCD 00660 (2001)[5], Olympia Vol. 11 OCD 741, Alto ALC 1021 (2003)[6], Warner Classic 2564 69689-8 (2007)[7]

Симфония также была записана ГАСО России под управлением Валерия Полянского, Chandos Chan 10025, 2002.